# آب‌روهای چشم‌سبز
آب‌روهای چشم‌سبز (نام علمی: Macromiidae) نام یک خانواده از زیرراسته آسیابک است.